# نیکولا
نیکولا یک نام کوچک و نام خانوادگی‌ست. افراد شاخص با این نام از این قرارند:

## نام کوچک
- نیکولا آدامز
- نیکولا برتی
- نیکولا بوئم
- نیکولا دی باری
- نیکولا گریفیت
- نیکولا جکسون
- نیکولا لگروتالی
- نیکولا پلتز
- نیکولا پیووانی
- نیکولا پیزانو
- نیکولا ریتزولی
- نیکولا رابرتس
- نیکولا استورجن
- نیکولا تسلا
- نیکولا واکر

## نام خانوادگی
- داویده نیکولا
- انریکو دی نیکولا